# 바이오니아
바이오니아는 대한민국의 생명공학 전문기업으로, '유전자 기술의 완전 국산화'를 목표로 박한오 대표가 창업한 국내 바이오 벤처 1호 기업이다. 
대한민국 최초로 PCR(Polymerase Chain Reaction, 중합효소연쇄반응)용 효소 및 Primer(합성DNA)와 PCR, Real-time PCR 장비를 개발해 상용화했다. 꾸준한 연구개발로 생명과학 연구용 장비와 시약 공급을 비롯해 Sequencing, NGS, 유전자·단백질 합성, 유전자 발현 분석 등 다양한 서비스를 제공하고 있다. 이러한 유전자 기술력을 바탕으로 분자진단과 RNAi 신약 개발로 사업 분야를 확장해 원재료부터 생명공학연구, 분자진단과 신약개발에 필요한 장비와 시약, 키트까지 자체 개발·생산·공급하는 수직계열화를 완성했다.
바이오니아의 분자진단 부문은 자체 개발한 분자진단시스템 ExiStationTM(Real-Time qPCR 장비(ExicyclerTM)와 유전자추출장비(ExiPrepTM), 장비들에 사용되는 다양한 시약 및 키트)을 기반으로 한다. 검사량과 실험실 환경에 최적화된 라인업의 분자진단장비와 신종플루, 지카(세계 최초 WHO EUAL 등재) 등 바이러스성 질환, 결핵, 성병, 호흡기 질환을 비롯해 다양한 질병 진단키트를 공급하고 있다. 아시아 최초로 에이즈, B형간염, C형간염 바이러스 정량분석키트에 대해 유럽체외진단시약의 최고 등급(CE-IVD, List A) 획득했으며, 이 분자진단키트들은 분자진단시스템 ExiStationTM과 함께 공공조달시장인 글로벌펀드 구매 리스트에 등재되었다. 또한 에이즈 정량 RT-PCR 키트는 WHO(세계보건기구) 사전 적격성 평가(PQ)를 획득해 경쟁력을 강화하고 있다.  
바이오니아는 차세대 신약기술로 주목받고 있는 RNAi(RNA interference)를 이용한 신약개발을 하고 있다. 회사가 자체 개발한 SAMiRNA™(Self-Assembled-Micelle-inhibitory-RNA)는 전달체가 필요 없는 초분자 siRNA 나노 구조체이다. 바이오니아는 자회사 (주)써나젠테라퓨틱스와 함께 SAMiRNA™ 플랫폼 기술을 이용해 만성질환과 난치성 질환을 근원적으로 치료하는 질병조절치료제 신약후보물질들을 함께 개발해 나가고 있다. 섬유증을 비롯해 면역 질환, 비만, 항암 치료제, 항바이러스 치료제 등 다양한 파이프라인을 구축하고 있다.

## 자회사
이밖에 자회사 (주)에이스바이옴 보관됨 2019-07-10 - 웨이백 머신을 통해 프로바이오틱스 사업을 영위하고 있다. 바이오니아는 한국인 산모의 모유에서 LB. gasseri BNR17® 균주의 분리동정에 성공했으며,  BNR17®은 식품의약품안전처로부터 체지방 감소 기능성 원료(개별인정형)로 인정받은 최초의 유산균이다. 2018년 미국에서 ‘2018 체중관리 건강기능원료상’을 수상한 바 있다. 

## 연혁
- 1992년 8월, (주)한국생공 설립
- 1996년 7월, (주)바이오니아로 상호 변경
- 2005년 12월, 코스닥 상장
- 2009년 6월, 신종플루 바이러스 확진검사용 진단키트 자체 개발 완료 및 출시 (국내 최초)
- 2014년 7월, SAMiRNA™ 원천특허 등록(미국)
- 2014년 11월, Lb. gasseri BNR17 체지방 감소 개별인정 (식품의약품안전처)
- 2016년 12월, 지카 다중분자진단키트 WHO EUAL 등재 (세계 최초)
- 2017년 4월, 자회사 (주)에이스바이옴 설립
- 2019년 8월, 자회사 (주)써나젠테라퓨틱스 설립
- 2020년 11월, 국가대표 1000 혁신기업 선정
- 2020년 12월, 혁신형 의료기기 제조기업 선정 및 소재·부품·장비 전문기업 선정
- 2021년 4월, 글로벌강소기업 선정
- 2021년 12월, 1억불 수출의탑 수상
- 바이러스 정량분석키트, 유럽 체외진단시약(CE-IVD, List A) 인증 획득 : HIV-1 분자진단키트(2018. 10), HCV 분자진단키트(2019. 10), HBV 분자진단키트(2020. 02)
- 공공조달기관 글로벌펀드 구매리스트 등재 : 분자진단시스템(ExiStation)과 분자진단키트 함께 등재 - HIV-1 분자진단키트(2019. 01), HCV 분자진단키트(2020.04), HBV 분자진단키트(2021.03)
- 2024년 9월, HIV-1 정량분석키트 WHO-PQ 획득